# 環境再生医
環境再生医（かんきょうさいせいい）は、特定非営利法人NPO法人「自然環境復元協会」が制定した資格制度となり、環境省「環境人材認定事業」登録資格である。2003年から始まり、現在約6000人が日本だけでなく世界でも活躍している。受講対象は、専門家だけでなく、市民から企業人まで幅広い層なる。仕事や地域やコミュニティの中で【自然とつながり、自然と人をつなげる人材】が環境再生医である。

## 環境省「環境人材認定事業」登録
環境再生医は、環境教育等促進法に基づき国が行う「人材認定等事業登録制度」により、「環境人材認定事業」に登録されており、環境再生医は環境省が主務省となっている。

## 役割
各自の専門性を活かし「産業と社会の環境化（環境負荷の最小化）」を進め、持続可能な社会を創る推進役となること。その背景は、地球レベルで深刻化する環境問題が、国や国際機関だけで対処できるレベルを超えていることにある。これからも持続可能な社会を構築するには、市民活動からESGまで、幅広い業種や立場で「SDGsや生物多様性・環境経営」などへ取り組むことが急務となっている。
【取得者層】
- 企業の環境部門、SDGs、ESG担当者。
- 環境経営や環境コンサルタント。
- 環境NPOや団体の関係者。
- 教育機関などでSDGsやESDに携わる者。
- 行政や公的機関のSDGs担当者。
- 建設業などで環境やグリーンインフラに携わる者。
- 金融機関のESG投資担当者。
- SDGsやESD関連施設の関係者。
- 環境保全活動を行っている一般市民。
- 生物多様性に配慮した農林漁業従事者。
- SDGs関連のサービスや店舗関係者。

など（一部、取得予定者含む）

## 試験概要
環境再生医は、「初級・中級・上級」があり、毎年１回、11月~翌年2月頃に「環境再生医 資格認定講習（試験含む）」を実施しており、これに合格することにより環境再生医として認定される。

### 受講資格・受講料
- 初級 ・ 受講料１万円　…誰でも受講可能（ただし18才以上）
- 中級 ・ 受講料２万円　…5年以上の環境保全に関する実務を持つ者。もしくは当協会が中級受講に適するとする環境系資格保持者
- 上級 ・ 受講料３万円　…５年以上の環境保全団体においてその代表やプロジェクトマネージャーなどの実務経験を持つ者

合格者は合否確定後に認定登録料５千円が発生します。
すでに環境再生医の他の級をお持ちの方は、受講料が１万円引きとなります。
環境再生医の資格取得が初めてでも、実務経験に応じてその級からでも受講可能

### 実務経験
- 環境保全関連の実務や活動（企業・団体・施設・教育機関・行政・NPO・市民団体など）
- 環境保全に関わるものなら分野は問わず
- 活動時の有償（社員・職員など）、無償（ボランティアなど）は問わず
- 期間が継続していない場合は合算可能（時間的重複は不可）
- 環境配慮型の第１次産業（農業、林業、酪農、漁業など）
- 環境関連学校（学部・学科等含む）は２年、大学院は在学期間を実務経験とみなす

### 試験方法
初級
- 公式テキスト試験「初級編」…30〜40問、択一式、多肢選択式、テキスト参照可
- 基礎講習 レポート提出 …提出のみ（200〜300字程度の感想等）
- レポート試験「初級編」 …400字以上800字以内

中級
- 公式テキスト試験「中級編」…25〜30問、択一式、記述式、テキスト参照可
- 基礎講習 レポート提出 …提出のみ（200〜300字程度の感想等）
- 実践講習 確認試験 …2問、記述式、資料参照可
- レポート試験「中級編」 …800字以上1200字以内

上級
- 公式テキスト試験「上級編」…25〜30問、択一式、記述式、テキスト参照可
- 上級講習 確認試験 …５問、記述式、資料参照可
- プレゼンテーション試験 …自身の活動に関する発表（約20分）
- レポート試験「上級編」 …1200字以上1600字以内

## 公式テキスト
- 『環境再生医　第３版』環境新聞社 ISBN 978-4-86018-300-4

## 認定校制度
認定校制度とは、環境再生医の初級認定に関し学校側に委嘱する制度で、「環境再生医初級資格認定 委嘱認定校制度」が当制度の正式名称である。
環境再生医を目指すには、社会人としての実績や経験を積む必要があるが、意欲と才能ある学生に対し、学校との連携という形で、在学中に環境再生医初級の資格を授与している。
学校との連携により、『社会で活躍しながら持続可能な環境社会作りに貢献する人材』を、いろいろな分野へ広く輩出することを目的としている。
現在、全国で約50校（導入検討中含む）の大学や専門学校などにこの認定校制度を導入している。
その学部は環境系はもちろん、土木や建設、そして、文科系や社会系の学部や学科にも広がり、現在では約半数が文系となっている。（＊認定校登録費用は無料）